# Ободовский, Александр Григорьевич
Александр Григорьевич Ободовский (3 апреля (23 марта) 1796, Галич — 17 [29] июня 1852, Санкт-Петербург) — российский педагог, автор сочинений по географии и первого русского учебника педагогики, один из трёх соредакторов Педагогического журнала (1833—1834).
Брат драматурга П. Г. Ободовского (1803—1864) и генерал-майора Н. Г. Ободовского (?—1871).

## Биография
Происходил из старинной дворянской фамилии; родился 23 марта (3 апреля) 1796 года в Галиче Костромской губернии. Его отец, считавшийся одним из лучших врачей в губернии, с детства прививал своему сыну любовь к наукам, в первую очередь к медицине. 
Первоначальное образование получил в Санкт-Петербургской губернской гимназии, по окончании которой поступил в Медико-хирургическую академию, откуда вскоре перевелся в Главный педагогический институт. По окончании курса в институте был отправлен за границу «для узнания разных систем воспитания» согласно проекту попечителя Санкт-Петербургского учебного округа графа С. С. Уварова: 1 августа 1816 года вместе с тремя товарищами отправился за границу, посетив сначала Англию, где они знакомились главным образом с ланкастерской системой; учились у Белля, Джонсона, Пиктона. Из Англии они отправились в Париж (где их внимание привлёк аббат Готье своей своеобразной методикой «учить играючи»), затем в Швейцарию (к Фелленбергу и Песталоцци) и Германию (к Линднеру, Кругу и Жирару). Из всех этих педагогов наибольшее влияние на Ободовского оказал своими взглядами Песталоцци. В 1819 году молодые педагоги возвратились в Петербург, а в 1820 году были приняты преподавателями в Учительский институт, где Ободовскому было поручено преподавание географии.
Его занятия, по отзывам учеников, отличались живостью и увлекательностью, чему много способствовало и то, что, преподавая географию, он касался и смежных с ней наук, в чем ему помогала его эрудиция и хорошее образование. Кроме географии Ободовский временно преподавал в институте латинский язык, а в средних классах Санкт-Петербургской 3-й гимназии — математику (в 1822 году). В 1827 году Учительский институт был упразднён и объединён с 3-й гимназией, в которой Ободовский оставался до 1827 года старшим преподавателем географии и естественной истории. В 1823—1826 годах состоял учителем географии и статистики в высших классах воспитательного общества благородных девиц.
В 1826 году он был приглашён на должность помощника инспектора классов сиротского отделения Санкт-Петербургского воспитательного дома (впоследствии — Николаевский сиротский институт); в 1830 году был утверждён в должности инспектора. Пользовался в значительной степени независимым служебным положением и поощряемый вниманием императрицы Марии Фёдоровны, благоволившей ему, не был ограничен в денежных средствах. По его инициативе в институте были устроены натуральный, технологический и сельскохозяйственный кабинеты и применялись различные системы обучения (звуковая, наглядная и прочие). Одновременно, ему был поручен надзор над учебной частью Гатчинского воспитательного дома.
Помимо исполнения инспекторских обязанностей Ободовский взял на себя преподавание многих предметов (в том числе дидактики, педагогики, начальных оснований физики, технологий, энциклопедии, медицинских наук и другого). Кроме того, в течение нескольких лет (с 1844 года) исполнял безвозмездно обязанности инспектора классов и преподавателя педагогики в Доме трудолюбия. В 1829—1848 года состоял сначала адъюнктом, а потом (с 1830 года) профессором в Главном педагогическом институте, где сначала читал географию, а затем также статистику и педагогику; помимо педагогических занятий занимал также должность учёного секретаря конференций института (с 1834 года). В 1845 году был назначен членом учёного комитета при IV отделении Собственной Его Величества канцелярии. Кроме того, состоял действительным членом Санкт-Петербургского минералогического (с 1829 года) и Императорского русского географического обществ.
Имел девять детей, пользовался репутацией талантливого и уважаемого педагога, работал с большой энергией почти до самого конца жизни. 
Скончался от инсульта 17 (29) июня 1852 года. Был похоронен на Смоленском православном кладбище (могила утрачена).

## Публикации
Написал большое количество научных трудов по педагогике. Напечатал «Руководство к педагогике или науке воспитания» (СПб., 1835) и «Руководство к дидактике, или науке обучения» (СПб., 1837) — оба сочинения были составлены им по Нимейеру. Затем напечатал ещё ряд работ: «Руководство к математической географии» (1836), «Руководство к физической географии» (1838), «Теория статистики в настоящем состоянии с присовокуплением краткой истории статистики» (1839; это сочинение было удостоено Академией наук Демидовской премии), «Краткая всеобщая география» (2-е издание. — 1852; 14-е издание. — 1875), «Учебная книга всеобщей географии» (1844; 14-е издание. — 1874), «Краткая география Российской Империи» (1844), «Начальные основания космографии» (2-е издание — 1841), «Обозрение земного глобуса, с кратким обозрением России» (1870), «Учебный атлас Российской империи»; «Руководство к черчению полукарт на память, с приложением сеток частей света и первостепенных государств Европы» (1850).
В последние годы жизни занимался составлением полного учебного атласа всеобщей географии. Кроме этого, поместил ряд мелких статей по минералогии, педагогике и географии в разных периодических изданиях. В 1833 и 1834 годах совместно с Е. Гугелем и П. Гурьевым редактировал первый в России «Педагогический журнал».